# عبد الملك الحارثي
أبو الوليد عبد الملك بن عبد الرحيم (أو عبد الرحمن) الحارثي (؟ - 190هـ/805م) شاعر عربي من العصر العباسي.

## سيرته
نشأ عبد الملك في الفلجة، وهي إحدى البلدات التابعة لدمشق، ويعود نسبه إلى بني الحارث بن كعب. اشتهر عبد الملك في مسقط رأسه شاعراً، فقرَّر المغادرة إلى بغداد، إلا انَّه أثار سخط الخليفة هارون الرشيد، لسببٍ مجهول، فأُلقِيَ به في السجن، ولا تذكر الروايات خبراً له بعد سجنه. يُرجَّح أنَّه تُوفِّي قرابة 190هـ.

## شعره
عبد الملك الحارثي من الشعراء التقليديين، ولم يتبع أسلوب المُحدِّثين الذي شاع في زمنه، ويشابه شعره الشعر الجاهلي القديم، من ناحية الأسلوب، ومن ناحية طول القصيدة، ما جعل معاصريه يرفضونه في البداية، ولكنَّه أثبت تفوَّقه بقصيدة "هأنذا يا طالبي ساعي"، التي كانت محط إعجاب الأدباء، ونُسخت بماء الذهب. وهو يُعدُّ من الشعراء المُكثِرين، وجزء من قصائده فُقِدَ، وجزء آخر نُسِبَ إلى غيره من الشعراء. ويتناول في شعره الغزل والحماسة والفخر والرثاء، وامتدح النقَّاد شعره. من أشهر قصائده المُسمَّاه القصيدة اللاميَّة، التي نُسِبَت خطأً إلى السموأل.